# Almási József
Almási József (18. század) evangélikus lelkész.
Kemény József „Halotti beszédek gyűjteménye" című jegyzékében egy halotti prédikációja van följegyezve, amelyet 1768-ban mondott. Magyar verset írt Páldinak Székely István fölött mondott gyászbeszédéhez, amely Kolozsvárott 1769-ben jelent meg; hasonló verset írt a Szathmár-Némethi Sámuel kolozsvári református tanár felett tartott halotti beszédhez csatolva 1768-ban.